# Briefmarken-Jahrgang 1919 der Deutschen Reichspost
Der Briefmarken-Jahrgang 1919 der Deutschen Reichspost umfasste acht Sondermarken, zwei davon waren mit einem Zuschlag versehen. Bei den Dauermarken wurden zwei Ergänzungswerte (wegen der Reichsabgabe) herausgegeben, die philatelistisch allerdings zum Jahr 1918 zählen.

## Liste der Ausgaben und Motive
Legende
- Bild: Eine bearbeitete Abbildung der genannten Marke. Das Verhältnis der Größe der Briefmarken zueinander ist in diesem Artikel annähernd maßstabsgerecht dargestellt. Sollten keine Marken abgebildet sein, liegt es daran, dass das Urheberrecht des Künstlers noch nicht erloschen ist.
- Beschreibung: Eine Kurzbeschreibung des Motivs und/oder des Ausgabegrundes. Bei ausgegebenen Serien oder Blocks werden die zusammengehörigen Beschreibungen mit einer Markierung versehen eingerückt.
- Wert: Der Frankaturwert der einzelnen Marke in Pfennig. Ein „+“ bedeutet, dass es sich um eine Zuschlagsmarke handelt (= Frankaturwert + Spende).
- Ausgabedatum: Das Datum des erstmaligen Verkaufs dieser Briefmarke.
- Gültig bis: Das Datum, an dem die Gültigkeit endete.
- Auflage: Soweit bekannt, wird hier die zum Verkauf angebotene Anzahl dieser Ausgabe angegeben.
- Entwurf: Soweit bekannt, wird hier angegeben, von wem der Entwurf dieser Marke stammt.
- Mi.-Nr.: Diese Briefmarke wird im Michel-Katalog unter der entsprechenden Nummer gelistet.

| Sondermarken |                                                                  |                  |                       |                    |           |                        |       |
| Bild         | Beschreibung                                                     | Werte in Pfennig | Ausgabe- datum (1919) | gültig bis         | Auflage   | Entwurf                | MiNr. |
|              | Für die Kriegsgeschädigten - Zuschlagmarke Germania mit Aufdruck | 10+5             | 1. Mai                | 31. Oktober 1922   | unbekannt | Paul Eduard Waldraff   | 105   |
|              | - Zuschlagmarke Germania mit Aufdruck                            | 15+5             | 1. Mai                | 31. Oktober 1922   | unbekannt | Paul Eduard Waldraff   | 106   |
|              | Eröffnung der Weimarer Nationalversammlung - stilisierter Baum   | 10               | 1. Juli               | 31. Oktober 1922   | unbekannt | Frank                  | 107   |
|              | - Baumtriebe                                                     | 15               | 1. Juli               | 31. Oktober 1922   | unbekannt | Ernst Böhm             | 108   |
|              | - Maurer                                                         | 25               | 1. Juli               | 31. Oktober 1922   | unbekannt | Georg Alexander Mathéy | 109   |
|              | - Maurer                                                         | 30               | Februar 1920          | 31. Oktober 1922   | unbekannt | Georg Alexander Mathéy | 110   |
|              | Flugpostmarken - Posthorn                                        | 10               | Oktober               | 30. September 1923 | unbekannt | Georg Alexander Mathéy | 111   |
|              | - Doppeldecker                                                   | 40               | Oktober               | 30. September 1923 | unbekannt | Reichsdruckerei        | 112   |
| Dauermarken  |                                                                  |                  |                       |                    |           |                        |       |
| Bild         | Beschreibung                                                     | Werte in Pfennig | Ausgabe- datum (1919) | gültig bis         | Auflage   | Entwurf                | MiNr. |
|              | Dauermarkenserie: Germania                                       | 35               | 6. Februar            | 31. Oktober 1922   | unbekannt | Paul Eduard Waldraff   | 103   |
|              |                                                                  | 75               | 20. Februar           | 31. Oktober 1922   | unbekannt | Paul Eduard Waldraff   | 104   |